# Гусукубе
Гасукубе (јап. 城辺町) (језик-мијако guskubi) је варош у Јапану у области Мијако у префектури Окинава. Према попису становништва из 2005. у граду је живело 6.927 становника. 

## Становништво
Према подацима са пописа, у граду је 2005. године живело 6.927 становника.

## Саобраћај

### Путеви
Национални пут Јапана 390
Пут Окинава префектуре 78
Пут Окинава префектуре 83
Пут Окинава префектуре 198
Пут Окинава префектуре 199
Пут Окинава префектуре 201
Пут Окинава префектуре 235
Пут Окинава префектуре 246

## Спајања
1. октобра 2005. године, Гусукубе, заједно са варошима Хирара, Ирабу и Шимоџи и село Уено (сви из области Мијако), се спојио и створен је град Мијакоџима.